# CNH 인더스트리얼
CNH 인더스트리얼(영어: CNH Industrial, 이탈리아어: CNH Industrial N.V.)은 유럽의 다국적 기업이다. 2012년 11월 피아트 인더스트리얼과 CNH 글로벌이 합병하여 탄생했다.

## 역사
2012년에 피아트 인더스트리얼과 CNH 글로벌과 합병이 되면서 설립이 되었고 2013년 9월에 정식으로 출범했다. 피아트 산업 및 자본 및 글로벌 부문의 경우 CNH가 담당하게 되었고 이베코와 피아트 인더스트리얼에서 FPT 산업 부문이 분리각 되면서 2011년에 설립했다. 이 회사는 1999년에 세계의 농업 및 건설 기계 부문을 담당했던 CNH와 뉴네덜란드 NV 케이스 코퍼레이션과 합병이 되면서 CNH 인더스트리얼로 설립했다.
또한 이 회사의 경우 FTSE MIB, 이탈리아 증권 거래소, 뉴욕 증권 거래소에 상장했다.